# Robin Hoodlum
Robin Hoodlum ist ein US-amerikanischer Zeichentrick-Kurzfilm von John Hubley aus dem Jahr 1948.

## Handlung
Der Sheriff von Nottingham flieht vor den Pfeilen Robin Hoods in das Schloss des Königs, wo er seinen Posten kündigt und anschließend von Pfeilen getroffen zusammenbricht. Der König ernennt, nach einigem Handeln um die Bezahlung, die Krähe zum neuen Sheriff von Nottingham. Nach einigem weiteren Feilschen einigt man sich darin, dass die Krähe den Fuchs Robin Hood innerhalb einer Woche fangen soll.
Robin Hood singt im Wald ein Liedchen („I rob from the rich, and I give to the poor, then I rob from the poor, if the rich need more …“) und trifft bald auf die als Ritter verkleidete Krähe. Sie schlägt Robin nach kurzem Zweikampf nieder und die Krähe schleift den Fuchs durch dessen Anhängerschaft, die gerade Kaffeetrinken veranstaltet. Auch Robin Hood ist ein großer Anhänger von Tee und Gebäck und so schmuggelt er an seiner Stelle einen Rehbock des Königs in die Hände des Sheriffs und begibt sich zu seinen Freunden.
Wenig später wird offensiv im Sherwood Forest für ein Bogenschützenturnier geworben und Robin Hood schmuggelt sich in das Turnier. Die Krähe entdeckt ihn und befiehlt seine Verhaftung. Robin gelingt es, trotz schlechtester Schüsse stets ins Schwarze der Zielscheibe zu treffen, verpasst dadurch jedoch den rechten Moment zur Flucht. Er wird verhaftet und im Schloss des Königs eingesperrt. Der König setzt zunächst ein wenig Taschentuchfolter ein, wobei die Krähe den Fuchs mit einem Taschentuch „schlägt“. Bogenschützen stehen bereit, um Robin Hood anschließend zu erschießen. Dessen Gefolgschaft merkt unterdessen, dass etwas nicht stimmt, würde Robin Hood doch nie ein Kaffeetrinken versäumen. Seine Anhänger begeben sich zum Schloss, brechen den Kerker auf und flößen Robin Hood etwas Tee ein. Er kann daraufhin seine Fesseln allein lösen und der König und die Krähe werden gefangen genommen. Sie müssen von nun an das reichlich anfallende Geschirr der Bande spülen.

## Produktion
Robin Hoodlum kam am 23. Dezember 1948 als Teil der Columbia-Trickfilmreihe The Fox and The Crow in die Kinos. Es war vor The Magic Fluke (1949) und Punchy DeLeon (1950) der erste von drei Fox-and-Crow-Filmen, der durch die Columbia vertrieben wurde. Der Film wurde von Bob Cannon, Willy Pyle, Pat Matthews und Rudy Larriva animiert. Im März 2012 erschien der Film auf der Dreier-DVD UPA: The Jolly Frolics Collection.

## Auszeichnungen
Robin Hoodlum wurde 1949 für einen Oscar in der Kategorie „Bester animierter Kurzfilm“ nominiert, konnte sich jedoch nicht gegen Tom und ich und Nibbelchen durchsetzen.